# أحمد الهاجري
أحمد رمضان علي الهاجري (1977 -) منشد كويتي.

## أعماله

### الألبومات
أدعوك، حن الفؤاد، هذا الحبيب ، يهون الجرح.

### المشاركات
شراب الحب ، أشتياقي ، ياذنوبي ، دويتو ياليل ، بيت القصيد ، إنت ملاك ، حن الفؤاد الثاني ، خاطري ، وجهة نظر ، كل غلاتي ،ماللمعقول ، فلا تقل غدا اتوب ،طموحي،لو نسيت.

### المهرجانات
مهرجان الكويت الإنشادي ، مهرجان «كانت إشارة - رابعة -» إسطنبول_تركيا